# Ayr Scottish Eagles
Gli Ayr Scottish Eagles sono stati una squadra di hockey su ghiaccio di Ayr, Scozia.
Nel corso della loro breve esistenza (dal 1996 al 2002), si sono aggiudicati un'edizione del massimo campionato britannico (all'epoca, nel 1997-1998 era l'Ice Hockey Superleague, di cui gli Ayr Scottish Eagles si erano aggiudicati anche la regular season), due edizioni della Challenge Cup (1997-1998 e 2001-2002) ed una della Autumn Cup (1997).
Nell'agosto del 2002 la squadra era stata spostata da Ayr nel Renfrewshire, alle porte di Glasgow, e rinominata Scottish Eagles, ma la squadra fu sciolta dopo soli sei incontri della successiva stagione, il 14 novembre 2002, per problemi finanziari.

## Giocatori famosi
- Rob Dopson
- Tony Hand
- Patric Lochi
- John Parco

## Allenatori famosi
- Milan Figala